# Pilar Pérez Malla
Pilar Pérez Malla   (Barcelona, 1909 - 2008) fou una violoncel·lista catalana i directora d'orquestra.

## Biografia
Nascuda en el si d'una família de botiguers graciencs acomodada i aficionada a la música, feu estudis de piano i violoncel al Conservatori Superior de Música de Barcelona. A finals dels anys vint participà amb èxit en les competicions esportives organitzades pel Club de Tennis Barcino. Inicià la seva carrera com a solista, així com formant part de trios i quartets de música clàssica. La Guerra Civil espanyola la sorprengué de gira a Galícia on s'establí durant el conflicte i contragué matrimoni amb Jesús Sevillano García.
Retornada a Barcelona amb la seva família, sembla que actuà com a violoncel·lista a diverses orquestres simfòniques de la capital catalana. La part més rellevant de la seva activitat professional, però, anà lligada a la direcció des de 1955 de l'Orquestra Clásica Femenina, creada per Isabel de la Calle el 1932 (pianista madrilenya resident a Barcelona des de la infantesa) amb el nom d'Orquestra Femenina de Barcelona. Després de la mort d'Isabel de la Calle i de la laboriosa reconstitució posterior a la Guerra Civil espanyola, prengueren el relleu en la direcció de la formació musical Maria Dolors Rosich i Ventosa, entre 1950 i 1953, i Carry de Montevar, entre 1953 i 1955. Sota la direcció de Pérez Malla, l'orquestra, formada per músiques no professionals, mantingué una intensa activitat durant els anys cinquanta i seixanta, tant en l'àmbit català com a nivell internacional, amb gires per Espanya i diversos països europeus. Obtingué el 1958 el primer premi del Concurs Internacional de Música de Kerkrade (Països Baixos).

## Fons personal
El seu fons personal es conserva a l'Arxiu Nacional de Catalunya. El fons aplega la documentació aplegada i produïda per Pilar Pérez Malla, preferentment, com a resultat de la seva activitat professional. Inclou el certificat de matrimoni de la productora (1939), així com la documentació patrimonial relativa a l'herència rebuda de Josep Pérez i Florensa d'un immoble a la plaça de la Llibertat de la vila de Gràcia (1834-1939). La part fonamental del fons fa referència a l'activitat al si de l'Orquestra Clásica Femenina "Isabel de la Calle", en especial pel que fa a programes de concerts i correspondència de la secretaria per a l'organització de les gires nacionals, estatals i internacionals. Inclou també testimonis de la seva activitat musical al si de trios i quartets artístics femenins. El fons aplega petites mostres de correspondència rebuda i deixa constància de la seva relació amb l'Asociación Sinfónica Jazz Barcelona (1955). Així mateix, s'hi conserva una entrevista al diari "Tele/Exprés" (1966) i invitacions a diversos homenatges de músics amb els quals hi mantingué relació professional. En conjunt, el fons permet una aproximació a la trajectòria professional de Pilar Pérez Malla i molt en particular a la seva tasca de direcció de l'Orquesta Clásica Femenina.